# Compsothespis abyssinica
Compsothespis abyssinica är en bönsyrseart som beskrevs av Max Beier 1961. Compsothespis abyssinica ingår i släktet Compsothespis och familjen Amorphoscelidae. Inga underarter finns listade i Catalogue of Life.